# 루모이시
루모이시(일본어: 留萌市)는 일본 홋카이도 북서부에 있는 시이며, 루모이 진흥국의 소재지이다. 시명은 아이누어의 ‘루루몹페’(ルルモッペ, 조수가 깊숙하게 들어가는 강)에서 유래했다. 주된 산업은 무역 외에도 상업, 토목업, 수산가공업이 있으며, 이 도시는 공무원의 비율이 가장 높다.

## 지리
루모이 진흥국 관내 남부, 동해 연안에 위치한다.

### 인접한 자치체
- 루모이 진흥국
  - 루모이군 오비라정
  - 마시케군 마시케정

- 소라치 종합진흥국
  - 우류군 호쿠류정, 누마타정

## 역사
에도 시대까지는 아이누와 일본인이 혼재했고, 메이지 시대에 청어잡이의 북상과 함께 어촌으로 일본인 마을이 시내에 점재했다. 다이쇼 시대에 들어 각지에 탄광이 발견되어 융성했다. 1947년경에는 루모이 본선, 하보로선, 데시오 탄광철도, 루모이 철도, 닷푸 삼림철도 등 많은 철도 노선이 루모이역까지 노선을 연장했다. 1960년대까지는 인구가 4만 명 이상이었지만, 청어잡이의 쇠퇴와 탄광의 잇따른 폐광으로 감소하기 시작했다.
- 1867년 - 루루몹페 장소가 하코다테 봉행의 직할이 되었다.
- 1869년 - 루루몹페가 루모이로 개칭되어 야마구치번의 지배를 받게 되었다.
- 1902년 - 루모이군 루모이촌이 성립하였다.
- 1908년 - 정으로 승격하였다.
- 1914년 - 마시케 지청을 현재의 루모이시로 옮기고 루모이 지청으로 개칭하였다.
- 1947년 10월 1일 - 시로 승격하였다.

## 교통

### 항만
- 루모이항

### 철도
- 홋카이도 여객철도
  - 루모이 본선

### 도로
- 후카가와루모이 자동차도
- 국도 231호선
- 국도 232호선
- 국도 233호선

## 기후
| 루모이시의 기후                                              | 루모이시의 기후 | 루모이시의 기후 | 루모이시의 기후 | 루모이시의 기후 | 루모이시의 기후 | 루모이시의 기후 | 루모이시의 기후 | 루모이시의 기후 | 루모이시의 기후 | 루모이시의 기후 | 루모이시의 기후 | 루모이시의 기후 | 루모이시의 기후 |
| 월                                                           | 1월             | 2월             | 3월             | 4월             | 5월             | 6월             | 7월             | 8월             | 9월             | 10월            | 11월            | 12월            | 연간            |
| ------------------------------------------------------------ | --------------- | --------------- | --------------- | --------------- | --------------- | --------------- | --------------- | --------------- | --------------- | --------------- | --------------- | --------------- | --------------- |
| 역대 최고 기온 °C (°F)                                       | 8.3 (46.9)      | 10.9 (51.6)     | 16.8 (62.2)     | 24.6 (76.3)     | 29.3 (84.7)     | 32.0 (89.6)     | 33.7 (92.7)     | 35.6 (96.1)     | 33.1 (91.6)     | 28.3 (82.9)     | 21.2 (70.2)     | 14.0 (57.2)     | 35.6 (96.1)     |
| 일평균 최고 기온 °C (°F)                                     | −1.0 (30.2)     | −0.4 (31.3)     | 3.2 (37.8)      | 9.4 (48.9)      | 15.4 (59.7)     | 19.2 (66.6)     | 23.1 (73.6)     | 24.6 (76.3)     | 21.4 (70.5)     | 15.2 (59.4)     | 7.8 (46.0)      | 1.3 (34.3)      | 11.6 (52.9)     |
| 일일 평균 기온 °C (°F)                                       | −4.1 (24.6)     | −3.7 (25.3)     | 0.0 (32.0)      | 5.5 (41.9)      | 11.1 (52.0)     | 15.4 (59.7)     | 19.6 (67.3)     | 20.9 (69.6)     | 17.2 (63.0)     | 11.1 (52.0)     | 4.4 (39.9)      | −1.5 (29.3)     | 8.0 (46.4)      |
| 일평균 최저 기온 °C (°F)                                     | −7.4 (18.7)     | −7.4 (18.7)     | −3.5 (25.7)     | 1.6 (34.9)      | 7.2 (45.0)      | 12.3 (54.1)     | 16.7 (62.1)     | 17.7 (63.9)     | 13.1 (55.6)     | 6.9 (44.4)      | 1.1 (34.0)      | −4.4 (24.1)     | 4.5 (40.1)      |
| 역대 최저 기온 °C (°F)                                       | −23.4 (−10.1)   | −22.8 (−9.0)    | −22.4 (−8.3)    | −10.1 (13.8)    | −2.8 (27.0)     | 1.6 (34.9)      | 5.0 (41.0)      | 7.1 (44.8)      | 1.1 (34.0)      | −4.4 (24.1)     | −9.5 (14.9)     | −21.4 (−6.5)    | −23.4 (−10.1)   |
| 평균 강수량 mm (인치)                                        | 95.8 (3.77)     | 68.5 (2.70)     | 53.5 (2.11)     | 43.2 (1.70)     | 59.7 (2.35)     | 56.3 (2.22)     | 113.9 (4.48)    | 126.6 (4.98)    | 145.4 (5.72)    | 131.4 (5.17)    | 140.0 (5.51)    | 119.9 (4.72)    | 1,154.1 (45.44) |
| 평균 강설량 cm (인치)                                        | 165 (65)        | 120 (47)        | 75 (30)         | 9 (3.5)         | 0 (0)           | 0 (0)           | 0 (0)           | 0 (0)           | 0 (0)           | 0 (0)           | 35 (14)         | 147 (58)        | 546 (215)       |
| 평균 강수일수 (≥ 0.5 mm)                                     | 23.8            | 19.8            | 16.8            | 12.4            | 10.8            | 9.7             | 10.7            | 11.3            | 14.4            | 17.1            | 21.3            | 24.8            | 193.1           |
| 평균 강설일수                                                | 29.9            | 26.1            | 23.2            | 10.3            | 0.7             | 0.0             | 0.0             | 0.0             | 0.0             | 2.2             | 17.1            | 28.8            | 139.4           |
| 평균 상대 습도 (%)                                           | 77              | 75              | 72              | 72              | 76              | 82              | 85              | 83              | 79              | 74              | 74              | 76              | 77              |
| 평균 월간 일조시간                                           | 48.0            | 69.7            | 129.7           | 174.5           | 201.2           | 174.0           | 169.2           | 174.4           | 167.5           | 124.3           | 51.9            | 29.6            | 1,514           |
| 출처: 일본 기상청 (평년값: 1991년~2020년, 극값: 1943년~현재) |                 |                 |                 |                 |                 |                 |                 |                 |                 |                 |                 |                 |                 |

## 자매 도시
- 러시아 울란우데